# Vincent Gardenia
Vincenzo Scognamiglio (Napels (Italië), 7 januari 1922 – Philadelphia (Pennsylvania, VS), 9 december 1992) was een Amerikaanse acteur van Italiaanse afkomt. Gardenia speelde vele rollen, waaronder in de televisieseries All in the Family, L.A. Law en Mission: Impossible. Ook speelde hij vele rollen in films.

## Filmografie
- The Super (1991) - Big Lou Kritski
- L.A. Law televisieserie - Murray Melman (7 afl., 1990)
- The Tragedy of Flight 103: The Inside Story (televisiefilm, 1990) - Harry Pizer
- The Ray Bradbury Theater televisieserie - Rol onbekend (Afl., The Day It Rained Forever, 1990)
- Age-Old Friends (televisiefilm, 1989) - Michael Aylott
- Skin Deep (1989) - Barney the Barkeeper
- Cheeeese (1988) - Bonjour
- Cavalli si nasce (1988) - Rol onbekend
- Moonstruck (1987) - Cosmo Castorini
- Un Siciliano in Sicilia (televisiefilm, 1987) - Rol onbekend
- Little Shop of Horrors (1986) - Mr. Mushnik
- The New Twilight Zone televisieserie - Harry Faulk (Afl., Healer/Children's Zoo/Kentucky Rye, 1985)
- Brass (televisiefilm, 1985) - Chief Mike Maldonato
- Movers & Shakers (1985) - Saul Gritz
- Dark Mirror (televisiefilm, 1984) - Detective Al Church
- Kennedy (Mini-serie, 1983) - J. Edgar Hoover
- Charley's Aunt (televisiefilm, 1983) - Stephen Spettigue
- Muggable Mary, Street Cop (televisiefilm, 1982) - Maggio
- Death Wish II (1982) - Det. Frank Ochoa
- Ciao nemico (1982) - General Brigg
- Disneyland televisieserie - Stoney (Afl., The Last Flight of Noah's Ark: Part 1 & 2, 1981)
- Thornwell (televisiefilm, 1981) - Traeger
- Breaking Away televisieserie - Ray Stohler (Afl., Pilot, 1980)
- The Last Flight of Noah's Ark (televisiefilm, 1980) - Stoney
- Home Movies (1980) - Doctor Byrd
- The Dream Merchants (televisiefilm, 1980) - Peter Kessler
- Goldie and the Boxer (televisiefilm, 1979) - Diamond
- Marciano (televisiefilm, 1979) - Al Weill
- Sensitività (1979) - Rol onbekend
- Firepower (1979) - Frank Hull
- Heaven Can Wait (1978) - Det. Lt. Krim
- Greased Lightning (1977) - Sheriff Cotton
- Fire Sale (1977) - Benny Fikus
- The Mary Tyler Moore Show televisieserie - Mr. Coleman (Afl., The Last Show, 1977)
- Bordella (1976) - Mr. Chips
- Il grande racket (1976) - Pepe
- Luna di miele in tre (1976) - Frankie, the journalist
- Kojak televisieserie - Rol onbekend (Afl., A House of Prayer, a Den of Thieves, 1975)
- The Manchu Eagle Murder Caper Mystery (1975) - Big Daddy Jessup
- La banca di Monata (1975) - Rol onbekend
- The Front Page (1974) - 'Honest Pete' Hartman Sheriff of Clark County
- Death Wish (1974) - Frank Ochoa
- The Carpenters (televisiefilm, 1974) - Father
- All in the Family televisieserie - Frank Lorenzo (2 afl., 1973)
- Lucky Luciano (1973) - Colonel Charles Poletti
- Bang the Drum Slowly (1973) - Dutch Schnell
- Cops (televisiefilm, 1973) - Captain Sonny Miglio
- Screaming Skull (televisiefilm, 1973) - Rol onbekend
- All in the Family televisieserie - Curtis Rempley (Afl., The Bunkers and the Swingers, 1972)
- The Rookies televisieserie - Saul (Afl., Dirge for Sunday, 1972)
- Maude (televisieserie) - Judge Motorman (Afl., The Ticket, 1972)
- Love, American Style televisieserie - Rol onbekend (Afl., Love and the Girlish Groom, 1972)
- Hickey & Boggs (1972) - Papadakis
- McCloud televisieserie - Barney Sweetwater (Afl., Top of the World, Ma!, 1971)
- Sarge televisieserie - Arnold Bates (Afl., Pss! Wanna Buy a Dirty Picture?, 1971)
- All in the Family televisieserie - Jim Bowman (Afl., Lionel Moves Into the Neighborhood, 1971)
- Cold Turkey (1971) - Mayor Wappler, Eagle Rock, Iowa, Town Barber
- Little Murders (1971) - Mr. Newquist
- Where's Poppa? (1970) - Coach Williams
- Jenny (1970) - Mr. Marsh
- Mission: Impossible televisieserie - Lewis George Parma (Afl., The Execution, 1968)
- Ironside televisieserie - Roy Faber (Afl., Something for Nothing, 1968)
- Mission Impossible Versus the Mob (1968) - Vito Lugana
- N.Y.P.D. televisieserie - Rol onbekend (Afl., Money Man, 1967)
- Mission: Impossible televisieserie - Vito Lugana (Afl., The Council: Part 1 & 2, 1967)
- Judd for the Defense televisieserie - Judge Montez (Afl., Shadow of a Killer, 1967)
- Mannix televisieserie - Eddie Renick (Afl., Skid Marks on a Dry Run, 1967)
- The Rat Patrol televisieserie - Colonel Centis (Afl., Take Me to Your Leader Raid, 1967)
- Gunsmoke televisieserie - Charles Shepherd (Afl., Noose of Gold, 1967)
- The Edge of Night televisieserie - Ernie Tuttle #1 (Afl. onbekend, 1967)
- I Spy televisieserie - Dr. Mellado (Afl., Get Thee to a Nunnery, 1967)
- The Fugitive televisieserie - Gibbs (Afl., There Goes the Ballgame, 1967)
- The Monkees televisieserie - Bruno (Afl., Case of the Missing Monkee, 1967)
- The Big Valley televisieserie - Will Briggs (Afl., Image of Yesterday, 1967)
- Ben Casey televisieserie - Mr. Tevlin (Afl., 3 afl., 1965, 2 keer 1966)
- Voyage to the Bottom of the Sea televisieserie - Giuseppe Bellini (Afl., Escape from Venice, 1965)
- The Big Valley televisieserie - John Sample (Afl., Palms of Glory, 1965)
- The Trials of O'Brien televisieserie - Lester (Afl., Our Defense Is Out, 1965)
- The Third Day (1965) - Preston
- Bob Hope Presents the Chrysler Theatre televisieserie - Burt Neasden (Afl., Memorandum for a Spy: Part 1 & 2, 1965)
- Memorandum for a Spy (televisiefilm, 1965) - Rol onbekend
- The Defenders televisieserie - Mr. Kraft (Afl., Fires of the Mind, 1965)
- Kraft Suspense Theatre televisieserie - Charlie Raines (Afl., Threepersons, 1964)
- The Rogues televisieserie - Inspector Javert (Afl., Take Me to Paris, 1964)
- The Rogues televisieserie - Inspector (Afl., Viva Diaz!, 1964)
- East Side/West Side televisieserie - Dr. Warren (Afl., If Your Grandmother Had Wheels, 1964)
- The Nurses televisieserie - Mr. Thompson  (Afl., The Bystanders, 1964)
- The Nurses televisieserie - Mr. Pulski (Afl., The Unwanted, 1963)
- Ride with Terror (televisiefilm, 1963) - Rol onbekend
- The Nurses televisieserie - Mervyn Fowler (Afl., Party Girl, 1963)
- Armchair Circle Theatre televisieserie - Rol onbekend (Afl., The Juke Box Racket, 1963)
- The Defenders televisieserie - Sullivan (Afl., The Star Spangled Getto, 1963)
- The Defenders televisieserie - Peter Chakris (Afl., The Trial of Twenty-Two, 1963)
- The DuPont Show of the Week televisieserie - Samson (Afl., A Dozen Deadly Roses, 1963)
- The Defenders televisieserie - Juror (Afl., The Broken Barrelhead, 1962)
- The Untouchables televisieserie - Jake Petrie (Afl., The Troubleshooter, 1961)
- The Hustler (1961) - Bartender
- Great Ghost Tales televisieserie - Rol onbekend (Afl., August Heat, 1961)
- Mad Dog Coll (1961) - Dutch Schultz
- Vu du pont (1961) - Lipari
- Tallahassee 7000 televisieserie - Carl Gardini (Afl., Meeting of the Mob, 1961)
- Play of the Week televisieserie - Nissen (Afl., The Dybbuk, 1960)
- Murder, Inc. (1960) - Lazlo
- Naked City televisieserie - Crudelli (2 afl., 1959)
- Armchair Circle Theatre televisieserie - Rol onbekend (Afl., Sound of Violence, 1959)
- Decoy televisieserie - Bull (Afl., The Challenger, 1959)
- The United States Steel Hour televisieserie - Jacques (Afl., Night of Betrayal, 1959)
- Cop Hater (1958) - Danny Gimp
- Studio One televisieserie - Dick (Afl., The Night America Trembled, 1957)
- The House on 92nd Street (1945) - Trainee (Niet op aftiteling)

- Bibsys: 1095473
- Biblioteca Nacional de España: XX944703
- Bibliothèque nationale de France: cb140337856 (data)
- Gemeinsame Normdatei: 173809081
- International Standard Name Identifier: 0000 0001 1764 7976
- Library of Congress Control Number: no92031353
- MusicBrainz: 0de57e71-64a5-4b2c-8304-ff2dd125775d
- Nationale Bibliotheek van Tsjechië: pna2010568334
- Nationale Bibliotheek van Israël: 987007322360105171
- Nationale Bibliotheek van Polen: a0000001802602
- Nederlandse Thesaurus van Auteursnamen: 07338688X
- Istituto Centrale per il Catalogo Unico: RAVV306795
- SNAC: w6gf1h8t
- Système universitaire de documentation: 094156611
- Virtual International Authority File: 56810339
- WorldCat: E39PBJjCJMVccYk4FpKv9r6dwC